# Lian Jiang (vattendrag i Kina, Anhui)
Lian Jiang är ett vattendrag i Kina. Det ligger i provinsen Anhui, i den östra delen av landet, omkring 250 kilometer sydost om provinshuvudstaden Hefei.
Genomsnittlig årsnederbörd är 3 004 millimeter. Den regnigaste månaden är juni, med i genomsnitt 501 mm nederbörd, och den torraste är oktober, med 117 mm nederbörd.